# جو گرین (بازیکن فوتبال)
جو گرین (انگلیسی: Joe Green؛ زادهٔ ۱۶ دسامبر ۱۹۹۵) بازیکن فوتبال است.
از باشگاه‌هایی که در آن بازی کرده‌است می‌توان به باشگاه فوتبال نیوپورت کانتی اشاره کرد.